# ピアノ協奏曲第4番 (ラフマニノフ)
ピアノ協奏曲第4番 ト短調 作品40は、セルゲイ・ラフマニノフが作曲したピアノ協奏曲の一つ。ロシアを去ってからのラフマニノフが作曲した数少ない曲の一つでもある。

## 作曲の経緯
1914年には本曲のスケッチがはじめられていたが、1917年にロシアを離れて以降、ラフマニノフはほとんど創作活動を行っていなかった。しかし、ニコライ・メトネルのすすめでアメリカ各地を演奏旅行中の1924年から本曲の創作を再開し、フランス滞在中の1926年に完成した。初演後、曲が長すぎると判断したラフマニノフは第3楽章を中心に大幅な改訂を施して1928年に出版するが、それでも納得がいかず、さらに1938年に大規模な改訂を行い、その結果である最終稿（いわゆる改訂版）はラフマニノフ死後の1944年に出版された。現在演奏会でも数多く使用され、また彼自身によって録音が残されているのはこの版である。2023年現在、すべての版の楽譜が入手可能であり、それらを使用した録音も存在する。
本曲はメトネルに献呈されている。メトネルは翌1927年に完成した自作のピアノ協奏曲第2番作品50を献呈することで返礼した。
初演は1927年3月18日、ラフマニノフのピアノ、レオポルド・ストコフスキー指揮、フィラデルフィア管弦楽団により行われた。

## 編成
独奏ピアノと共に配置される管弦楽の編成内容を以下にて示す。
| 木管 | 木管           | 金管 | 金管 | 打    | 打                                    | 弦   | 弦 |
| ---- | -------------- | ---- | ---- | ----- | ------------------------------------- | ---- | -- |
| Fl.  | 2              | Hr.  | 4    | Timp. | ●                                     | Vn.1 | ●  |
| Ob.  | 2              | Trp. | 2    | 他    | B-Dr.1、S-Dr.1、Cymb.1、Tri.1、Tamb.1 | Vn.2 | ●  |
| Cl.  | 2              | Trb. | 3    | 他    | B-Dr.1、S-Dr.1、Cymb.1、Tri.1、Tamb.1 | Va.  | ●  |
| Fg.  | 2              | Tub. | 1    | 他    | B-Dr.1、S-Dr.1、Cymb.1、Tri.1、Tamb.1 | Vc.  | ●  |
| 他   | Picc.1、E-Hr.1 | 他   |      | 他    | B-Dr.1、S-Dr.1、Cymb.1、Tri.1、Tamb.1 | Cb.  | ●  |

## 楽曲構成
亡命後のラフマニノフは、フランス6人組などのモダニズムに批判的ながら触れていた。さらに、アメリカではポール・ホワイトマンを通してジャズに親しんだ。本作にはこれらの音楽の他に、盟友だったスクリャービンの影響があると指摘されている。その結果として、本作は和音的にも構成的にも他の3曲より複雑なものとなった。

### 第1楽章
アレグロ・ヴィヴァーチェ（アラ・ブレーヴェ）　ト短調　2分の2拍子。自由なソナタ形式。
ドミナントのDで始まる序奏の後、ピアノの重音で荘厳な雰囲気の第1主題が奏される。目まぐるしく転調を繰り返す中で、木管楽器のソロとピアノが数多く掛け合いを見せる。冒頭の主題は、再現部においてピアノのアルペジオとヴァイオリンの単旋律により再び現れる。クライマックスで現れる第2主題の発展形は第3楽章でも現れる。

### 第2楽章
ラルゴ　不安定なハ長調　4分の4拍子。三部形式。
独奏ピアノに導かれる形で始まり、これに続いて弦楽器とピアノとが掛け合いながら主題が奏でられるセクションへ。静かに曲が進行していると、唐突に荒々しい楽想が顔を出す中間部に入る。その後、主題が姿を変えて現れる第3部へ。そして、独奏ピアノによるトリルを伴いつつ、消えるが如くに楽章の幕を閉じる。
なお、コーダでは練習曲集『音の絵』第1集第3曲からの引用がみられる。

### 第3楽章
アレグロ・ヴィヴァーチェ　ト短調 - ト長調　4分の3拍子。
冒頭は打楽器を多用した強烈な2音によりドミナントが示される。カプリッチョ風の第1主題と変ニ長調の第2主題を中心に目まぐるしく楽想が展開されていくが、後半には第1楽章の第1主題や、第2主題の発展形も姿を見せる。ト長調に転じたコーダではそれまでのさまざまな要素が回想されつつ、最後は昂揚して明るく華やかに曲が閉じられる。この協奏曲に３つの版が存在するのは、主には、第3楽章に関する改稿が繰り返されたからだった。

## 録音
代表的なものとして、アルトゥーロ・ベネデッティ・ミケランジェリのものがある（しかしミケランジェリはその録音に納得がいかず、結果としてミケランジェリの唯一のラフマニノフの録音となったといわれる）。他にウラディーミル・アシュケナージ、フィリップ・アントルモン、ミハイル・ルディ、ラフマニノフ自演のものなどがある。以上はいずれも最終版によるものである。初演版によるものにはアレクサンドル・ギンディン、第2版のそれにはウィリアム・ブラックによるものがある。